# Pentti Haanpää

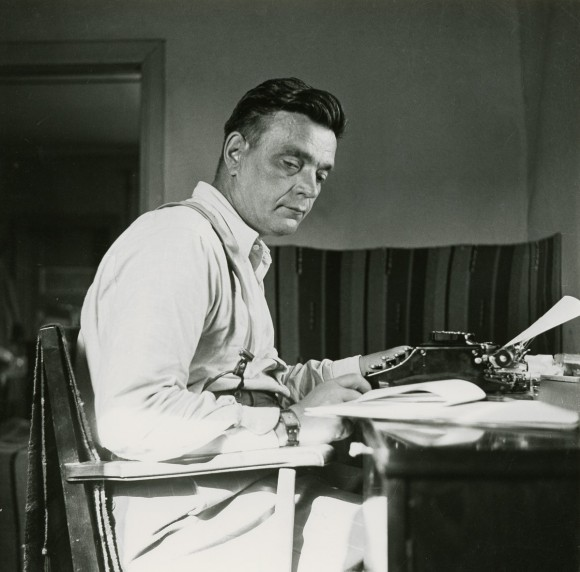
Pentti Haanpää.

Pentti Haanpää, född 14 oktober 1905 i Pulkkila, död 30 september 1955, var en finländsk författare. Han arbetade som skogsarbetare och lantbrukare innan han blev författare, och skrev betydande romaner om folkliv och krig, bland andra De vandrande stövlarna 1945. 
Hans stil var till en början naturlistisk, men han rörde sig senare mot impressionismen. Han var pacifist och stod socialismen nära. Romanen Kenttä ja kasarmi ("Fält och kasern"), som han publicerade efter avslutad värnplikt 1928, var en svidande kritik av armésystemet som kränker beväringarna, och orsakade vid utgivningen en skandal. Haanpää stämplades som kommunist och skändare av armén, och hans väg till de stora förlagen blev spärrad under många år.
Han tilldelades Pro Finlandia-medaljen 1948.

## Verk översatta till svenska
- Hemfolk och strykare (översättare Ragnar Ekelund, Geber, 1927) (noveller)
- De vandrande stövlarna (översättare Ole Torvalds, Medén, 1945). 2. rev. uppl., Forum, 1976, med titeln Nio mans stövlar (Yhdeksän miehen saappaat, 1945)
- Kronomjölet: en berättelse om frosten (översättare Bertel Kihlman, Bonnier, 1965) (Jauhot, 1949)
- Tretti historier (urval och översättning Thomas Warburton, 1971)